# Anillo Periférico Manuel Gómez Morin
El Anillo Periférico Manuel Gómez Morin es el denominado periférico vial del Área Metropolitana de Guadalajara (AMG). Se distribuye a lo largo de 6 municipios: Zapopan, Guadalajara, Tonalá, El Salto, Tlajomulco y Tlaquepaque.
Entre 2020 y 2022 se renovó la carpeta asfáltica del periférico, sustituyéndola con concreto hidráulico. Esto como parte de las obras de Mi Macro Periférico, que consistieron en renovación de carriles centrales, creación o renovación de laterales y banquetas, y la construcción de una ciclovía que iría desde Carretera a Chapala hasta Belisario Domínguez.

## Historia
El anillo Periférico comenzó como un proyecto del gobierno estatal para delimitar y ordenar el crecimiento de la mancha urbana. En 1971 se completó el segundo tramo de esta vialidad.: 185  En 1974 se detuvieron temporalmente los trabajos de construcción debido a desacuerdos con los dueños de predios aledaños y grupos de colonos, pues se negaban a pagar el impuesto por plusvalía con el que se financiaba la construcción. Aún faltaban cinco tramos por construirse.: 195 

## Circuitos interiores
Previo a la construcción del anillo Periférico Manuel Gómez Morín, se crearon otras dos vialidades para contener el perímetro de la mancha urbana: circuito Circunvalación y avenida de la Patria. Sin embargo, ninguno ha sido completado. Existen planes desde 2010 para completar ambos circuitos para mejorar el transporte y movilidad de la ciudad, además de dar orden a la ciudad.

### Circunvalación
El circuito Circunvalación es el primer circuito periférico interior de Guadalajara. Se divide en segmentos interconectados: Circunvalación Washington, Circunvalación Agustín Yáñez, Circunvalación Américas, Circunvalación Jorge Álvarez del Castillo (antes Circunvalación Providencia), Circunvalación División del Norte, Circunvalación Dr. Atl, Circunvalación Oblatos, Circunvalación Artesanos, Circunvalación Plutarco Elías Calles, Circunvalación San Andrés y Circunvalación San Jacinto. A partir de ese punto el circuito o circunvalación es interrumpido y jamás se cierra.[cita requerida]

### Avenida de la Patria
Avenida de la Patria es el segundo circuito periférico interior de Guadalajara. Funge como frontera de Zapopan y Guadalajara al poniente de la avenida Manuel Ávila Camacho, y de Guadalajara, Tonalá y Tlaquepaque al oriente sobre la avenida Río Nilo.[cita requerida] En 1971 se construyó el tramo desde la presa Zoquipan hasta la Avenida del Trabajo, en Atemajac. Fueron en total 2260 metros construidos, con un costo de 13 millones 662 mil MXP.: 185  En 1984, otro tramo de Patria fue construido. Esta vez fueron tres kilómetros, en Los Colomos hasta la Universidad Autónoma de Guadalajara. Cabe notar que se pavimentó sobre una zona de recarga pluvial de los manantiales del lugar.: 222  En diciembre de 1986 se comenzó con la ampliación de Patria desde Gobernador Curiel hasta Cruz del Sur.: 229 

## Características
Tiene una longitud de 84 km y se divide en cuatro secciones, Anillo Periférico Sur, Anillo Periférico Poniente, Anillo Periférico Norte y Anillo Periférico Oriente. Adicionalmente, hay quienes hacen la distinción entre el "viejo Periférico", actualmente avenida Tonaltecas, y el "nuevo Periférico Oriente". Aunque se considera un periférico, esta autovía no cierra completamente su vialidad, aunque existe un proyecto desde 2009 para completarlo.

### Nodos viales
Se planea eliminar en su totalidad los semáforos en los carriles centrales del Periférico, para esto se han construido y planificado diversos pasos a desnivel. Así mismo, se han realizado diversas para mejorar el flujo del tráfico, como retornos y desniveles. A continuación se presenta una lista no exhaustiva de los nodos planeados y construidos.
Los siguientes nodos ya fueron concretados:
- Avenida Juan de la Barrera (Periférico Sur)[8][9]
- Avenida Sta. Esther (Periférico Norponiente)[10]
- Avenida Alcalde (Periférico Norte)[11]
- Avenida Tonaltecas (Periférico Oriente)[12]
- Avenida Camino al ITESO (Periférico Sur). Incluye una ciclovía de 2.7 km y reforestación.[13]
- Avenida Federalismo. Bajo este nodo se reconstruyó la estación Periférico Norte de SITEUR.[14]
- Avenida Belisario Domínguez (Periférico Norte). Incluye una ciclovía de 1.7 km, reforestación y puentes peatonales.[15]
- Avenida José Parres Arias (Periférico Norponiente). Conecta con el CUCEA y la Biblioteca Pública del Estado de Jallsco mediante una plazoleta.[16]
- Avenida Camino Real a Colima (Periférico Sur).[17]
- Carretera Libre a Zapotlanejo (Periférico Oriente)[18]
- Periférico y 5 de Mayo (San Juan de Ocotán)

Los nodos planeados y anunciados oficialmente que aún no se concretan son los siguientes:
- Periférico y Tabachines

## Proyectos de transporte y modernización

### Nuevo Periférico Oriente
Por un tiempo, en el municipio de Tonalá, Avenida Tonaltecas fungió como continuación del Periférico en su sección oriente. Sin embargo, se redefinió el anillo Periférico tras su ampliación hasta la Carretera a Chapala, justo frente al Aeropuerto internacional de Guadalajara. La ampliación del denominado Nuevo Anillo Periférico Oriente comprende desde Avenida Tonaltecas, pasando por el Camino a Matatlán, cerca del fraccionamiento Urbi, la autopista Guadalajara - Morelia, la carretera Libre a Zapotlanejo, la carretera Guadalajara - El Salto, y culmina en la Carretera a Chapala.
Su construcción se dividió en cinco tramos: tramo 1 desde el actual Periférico Sur hasta carretera a Chapala (21.7 km), tramo 2 desde la carretera a Chapala hasta la carretera a El Verde (4.7 km), tramo 3 desde la carretera a El Verde hasta la carretera libre a Zapotlanejo (6.8 km), tramo 4 de la carretera libre a Zapotlanejo a la autopista Guadalajara-México (4.3 km), tramo 5 de la autopista Guadalajara-México al camino a Colimilla (10.5 km).
De los cinco, solamente se concretaron los tramos del 2 al 5, dejando pendiente el tramo 1 que conectaría con el actual Periférico Sur, Continuando la visión de eliminar los cruces semaforizados en la nueva arteria vial, se construyeron desniveles en el cruce con la carretera libre a Zapotlanejo el cruce con la autopista Guadalajara-México, y el cruce con el camino al Vado.
Con esta ampliación se benefició, entre otros, al Centro Universitario de Tonalá. El principal impulsor del "Nuevo Periférico", Claudio Sainz David, estuvo en mesas de análisis para concluir el tramo 1 del nuevo Periférico, modificando su cruce anterior que buscaba tener en Adolf Horn, mediante gestiones con el órgano de coordinación "COINCyDES". Esto con el fin de lograr la conexión faltante entre Carretera a Chapala con López Mateos. Sin embargo, el costo que se perfilaba por el orden de 11 000 MDP, detuvo su ejecución.
En 2022 iniciaron obras de renovación de carpeta asfáltica y reemplazo con concreto hidráulico en avenida Tonaltecas y Periférico Oriente respectivamente, como parte de las obras de renovación realizadas por el proyecto de Mi Macro Periférico Así mismo, previamente se habían intervenido otros tramos, como el entronque de la carretera a El Verde, en El Salto, el entronque de acceso al Centro Universitario de Tonalá, y el entronque de la carretera Guadalajara-México.

### Macrolibramiento de Guadalajara
Existe la idea de construir un nuevo anillo periférico con un radio mayor al del actual periférico, esto principalmente debido al excesivo tráfico de carga pesada. Dicho anillo periférico incluiría nuevas y más amplias vialidades que conduzcan a poblados cuyo actual acceso es complicado. Se piensa que el hipotético nuevo anillo periférico también incluiría una nueva entrada norte hacia la ciudad, cruzando por el poblado de Tesistán, que actualmente cuenta con una única entrada al sur del mismo: la avenida Juan Gil Preciado (conocida como carretera a Tesistán). Además, conectaría con distintas arterias de Zapopan y Guadalajara, así como con el actual Anillo Periférico Manuel Gómez Morin y el Nuevo Periférico Oriente.[cita requerida]

### Mi Macro Periférico

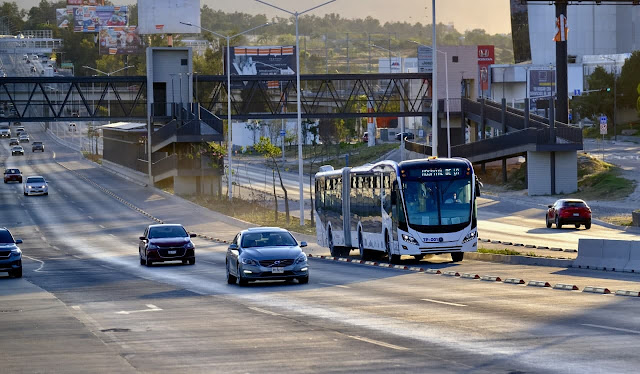
Unidad de Mi Macro Periférico circulando por el carril exclusivo en el anillo Periférico.

En enero del año 2022, entró en operaciones la línea de BRT más grande del país; denominada Mi Macro Periférico. Su construcción implicó la reconstrucción de más de 40 km del actual Periférico desde su cruce con Carretera a Chapala hasta el entronque de Av. Tonaltecas. Así mismo, se encuentran en reconstrucción los carriles laterales que dan servicio de tráfico local. La reconstrucción de los carriles laterales también incluye la reconstrucción y ampliación de banquetas y la creación de una ciclovía que corre paralela a la línea del BRT; una vez concluida, esta ciclovía será la más grande de México y Latinoamérica.